# 三和薬品
三和薬品株式会社（さんわやくひん）は、医薬品・医療機器の卸売を中心とする日本の企業であった。現在は東邦薬品の共創未来グループの一社「九州東邦株式会社」である。

## 概要
- 本社は福岡県北九州市門司区社ノ木1-16-6
- 資本金　2,000万円
- 代表取締役社長　古澤博

## 沿革
- 昭和39年4月22日「双信化学」の商事部門を分離して「三共」800万円・「稲畑産業」800万円・「小倉薬品」400万円出資し、資本金2,000万円で「三和薬品株式会社」を設立
- 昭和59年5月福岡県大牟田市の「株式会社良永同仁堂」と合併し「良和薬品株式会社」と商号変更

## 営業所
- 八幡営業所・福岡県北九州市八幡西区陣原3-19-2
- 下関営業所・山口県下関市生野町2-414

## 主な取引メーカー
- 稲畑産業
- 三共
- ミドリ十字（現:田辺三菱製薬）
- 大塚製薬
- 富山化学工業
- 小野薬品工業
- 中外製薬

## 大株主
- 稲畑産業45％
- 本郷薬品35％
- 三共20％

## 備考
- 双信化学の社長と小倉薬品の社長とが友人であったことから、武田系の小倉薬品が三共・稲畑系の卸会社に出資したことで、異例の提携となった。いずれ「三共系の大黒南海堂」か「武田・稲畑系の川口屋」の子会社になる可能性がある会社であった為、当時は系列を超えた異例の資本提携と言われた。
- 昭和47年7月三共が半株を稲畑産業に譲し、それにより小倉薬品が全株を稲畑産業に譲渡。その後東京都の稲畑産業（その後の住友製薬・現在は大日本住友製薬）系の「本郷薬品」が資本参加する。